# Roger de Saint-Lary de Bellegarde
Pour les articles homonymes, voir Saint-Lary, Bellegarde et Maréchal de Bellegarde.
Roger Ier de Saint-Lary, seigneur de Bellegarde fut un des favoris du roi Henri III à son avènement en 1574. Il est né vers 1525 et mort à Saluces, le 20 décembre 1579. 
Il est l'oncle de Roger II de Saint-Lary de Bellegarde qui fut également favori des rois Henri III et Henri IV.

## Biographie
Il était le fils de Perroton (ou Pierre) de Saint-Lary en Comminges, baron de Bellegarde en Astarac, et de Marguerite d'Orbessan qu'il avait épousée en 1522. Marguerite d'Orbessan était la fille de Pierre d'Orbessan et de Jeanne de Termes. Elle était la nièce de Paul de La Barthe de Thermes, maréchal de Thermes (ou Termes). 

### Ascension
Il a d'abord été destiné à la carrière ecclésiastique et reçut la tonsure avant de devenir prévôt d'Oulx. Faisant ses études à Avignon, il dut quitter la ville à la suite d'un duel. Cela va l'amener à abandonner l'état ecclésiastique pour entrer dans la carrière des armes en 1553, sous les ordres de son grand-oncle, Paul de La Barthe de Termes, en Corse. En 1556, il est guidon de sa compagnie d'hommes d'armes. 1557 le voit en Piémont où il combat sous les ordres du maréchal de Brissac et participe aux sièges de Valfenera, Cherasco et de Fossano. Il se lia avec Albert de Gondi, ce que lui reprocha le maréchal de Termes. Revenu en France, il participe à la bataille de Gravelines et au siège de Calais en 1557-1558. Il est alors promu lieutenant de la compagnie de son grand-oncle. Après la mort du maréchal de Thermes en 1562, il obtiendra d'Albert de Gondi de conserver la lieutenance de sa compagnie et a participé au siège de Rouen. Albert de Gondi l'amena à la Cour et lui fit obtenir la commanderie que l'ordre de Calatrava possédait en France.
Entré dans les bonnes grâces de la Reine-mère, Catherine de Médicis, il accompagne la cour en Provence pendant le grand tour qui commence en mars 1564 où il doit assurer la protection du chancelier Michel de L'Hospital. Il se rend à Malte en 1565 qui est assiégée par les Turcs. Il est en Italie à partir de 1567.
Colonel sous Charles IX, puis est nommé maréchal de camp en février 1569. Il sert en Piémont jusqu'à la paix de Saint-Germain en 1570.

### Son mariage
Roger de Saint Lary fut nommé héritier de son grand-oncle qu'il avait accompagné dans ses campagnes depuis son gouvernement du Piémont. Le 20 août 1565, il épouse par dispense (grâce à son protecteur le duc de Savoie) sa grand-tante par alliance, Marguerite de Saluces Cardé (héritière du marquisat de Saluces), veuve du maréchal de Thermes et en aura une fille (mariée dans la maison de Las) et un fils, César de Saint-Lary (tué à l’âge de 25 ans  à la bataille de Coutras en 1587). Brantôme suggère que Marguerite de Saluces, qui s'était remariée dès 1562 à Bellegarde, était déjà enceinte de son fils. La dispense de mariage n’arrivera que trois ans plus tard. 
Curieusement, Roger de Saint Lary avait aimé la femme de son grand-oncle du vivant de celui-ci, mais dès qu’il l’eut épousée la traita fort mal, ce qui faisait les délices de la cour. De Thou relate dans ses mémoires : « la passion que sa nouvelle épouse avait allumé dans son cœur s’éteignit, dès qu’il s’en vit en possession ; il la méprisa aussitôt qu’elle fut devenue sa femme, et s’engagea dans un nouveau commerce qui ne lui fit pas plus d’honneur… ». Brantôme relate lui aussi les mauvais traitements de Bellegarde à son épouse : «  il ne traitait pas trop bien sa femme, pour pratiquer le proverbe, amour et mariages qui se font par amourettes, finissent par noisettes ».

### La faveur d'Henri III
Devenu l'ami du duc d'Anjou, il l'accompagne au siège de La Rochelle de 1573. Il se distingue et y est blessé. Il accompagne en Pologne, Henri, alors duc d'Anjou quand il est élu roi de Pologne (1573). À la mort de Charles IX, il est envoyé auprès du duc de Savoie Emmanuel-Philibert avec lequel il a de bonnes relations pour préparer son retour par l'Italie et le Piémont, et il revient avec lui en 1574. 
Il devient le principal favori du roi et provoque le mécontentement des autres courtisans. À son avènement, il fut nommé maréchal de France (6 septembre 1574), à titre surnuméraire, ce qui stupéfia ses contemporains. Il fait partie du Conseil privé du roi.
Il vend la terre de Gensac-Savez à Louis de Saint-Lary, seigneur de Frontignan. Par acte passé au château de Saint-Elix, il est nommé Gentilhomme ordinaire de la Chambre du Roi.
Ayant gagné la confiance du duc de Savoie, il persuade le roi Henri III de restituer au duc les places fortes que la France possède encore en Piémont. Cette restitution s'oppose à la politique menée jusque-là par la reine mère Catherine de Médicis.
Rejeté de tous les côtés, il perd la faveur du roi à la fin de l'année. Il est éloigné de la Cour et nommé en Dauphiné où il participe à la reprise de places, mais échoue devant Livron.

### Eloignement et trahison
La reine mère qui se méfie de son influence sur le roi le fait nommer ambassadeur de France en Pologne en 1575. Mais il refuse de s'y rendre et se réfugie auprès du duc de Savoie dont il est "fort serviteur et grand amy" sous le prétexte de sa mauvaise santé.
Revenu en France, il obtient en 1577 le commandement de l'armée en Languedoc à égalité avec le maréchal de Damville. Ils luttent contre les protestants et assiègent Nîmes. Les deux hommes vont rapidement s'opposer. Saint-Lary se rapproche alors de Lesdiguières et des protestants du Dauphiné.
En 1578 il est nommé Chevalier des Ordres du Roi.
Le roi lui avait promis le gouvernement de Saluces avant de rétracter en faveur de Charles de Birague, le cousin germain du chancelier. Après la mort du maréchal de Montmorency, Bellegarde, n'ayant pu obtenir définitivement le titre de maréchal de France (qui sera accordé à Jacques II de Goyon de Matignon), considère qu'il est mal récompensé de sa fidélité par le roi et décide alors de prendre la place de Saluces avec l'aide du duc de Savoie et de Lesdiguières. Il recrute une armée en Dauphiné et réussit l'opération en juin 1579. La reine-mère se rend en Dauphiné pour obtenir de Bellegarde un retrait de Saluces en se servant de la médiation de Lesdiguières puis du duc de Savoie. Ils se rencontrent le 17 octobre à Montluel. Catherine de Médicis obtient une déclaration de fidélité au roi de Bellegarde contre le gouvernement de Saluces. Pour obtenir la pacification du Dauphiné, le roi a dû accepter.
Il meurt en décembre 1579, empoisonné, à ce qu'on crut, par Catherine de Médicis.
On dit que c'est lui qui aurait donné l'ordre de faire assassiner  d'un coup de pistolet dans sa maison de Beaucaire le lundi 13 janvier 1578, Jean de Fons, garde des sceaux au Présidial de Nîmes, car il s'était fort épris de la très belle Louise Dandron, alias d'Andron, femme de Jean de Fons.

## Famille
Peroton de Saint-Lary (= Perroton ou Pierre, né vers 1500 et † 1570/1571 ; fils aîné de Raymond de Saint-Lary et de Miramonde de Lagorsan, fille unique et héritière de Roger de Lagorsan, seigneur de Bellegarde ; Raimond de St-Lary était le fils de Jean II – fils de Jean Ier (au XVe siècle) – et le demi-frère cadet de Jean III qui a continué les sires de St-Lary intitulés comtes de Comminges par un mariage ; un frère cadet de Peroton fut Jean de Montastruc, souche des St-Lary sires de Xaintrailles/Saintrailles – en Fezensac aux confins de l'Astarac – par son mariage avec Gabrielle de Marrast dame de Xaintrailles, Esclassan, Montagnan, Arroux en Astarac), eut de sa femme Marguerite d'Orbessan de Termes  :
- Roger Ier de Saint-Lary, éponyme de cet article, maréchal de France, qui eut pour enfants de Marguerite de Saluces :
  - César de Saint-Lary, marié à Jeanne du Lion :
    - Octave de Saint-Lary de Bellegarde (1588-1646), évêque de Couserans en 1614 puis archevêque de Sens en 1621, abbé de Nizors en 1609-1614.

  - Marguerite de Saint-Lary,mariée à Joseph de Las, seigneur de Tulle.
- Jean de Saint-Lary, † 1586, d'abord abbé de Nisors/Nizors à Boulogne-sur-Gesse en 1554-1562 puis militaire, marié à Jeanne/Anne de Villemur (issue des vicomtes de Villemur d'avant 1229, branche ariégeoise des seigneurs/barons de Saint-Paul-de-Jarrat et Pailhès, sires de Montbrun), dont sont nés :
  - Roger II de Saint-Lary, duc-pair de Bellegarde (duché-pairie établi en 1619 sur le marquisat de Seurre puis en 1646 sur le marquisat de Choisy-aux-Loges),
  - César-Auguste de Saint-Lary, marquis de Termes, x Catherine Chabot de Mirebeau, petite-fille cadette de François (frère de Léonor et fils cadet de l'amiral Philippe), d'où Anne-Marie, † 1715, qui x son cousin germain Jean-Antoine-Arnaud de Pardaillan-Gondrin-Montespan ci-dessous, sans postérité
  - Jean de Saint-Lary, mort à 14 ans,
  - Paule de Saint-Lary, mariée à Antoine Arnaud de Pardaillan (1562-1624), seigneur de Gondrin, marquis de Montespan et d'Antin, d'où entre autres enfants : - Jean-Antoine-Arnaud, qui x sa cousine germaine Anne-Marie de St-Lary de Termes, ci-dessus ; - Roger-Hector de Pardaillan de Gondrin, souche des marquis de Bellegarde (Choisy-aux-Loges) et de Montespan, ducs d'Antin ; - Louis Henri, archevêque de Sens
- Jeanne de Saint-Lary, mariée à Jean de Nogaret de La Valette, gouverneur de Haute-Guyenne, dont sont nés :
  - Jean-Louis de Nogaret de La Valette
  - Bernard de Nogaret de La Valette

## Armoiries
| Figure | Blasonnement |
|        | Écartelé: au 1, d'azur, au lion d'or, couronné du même (Saint-Lary); au 2, d'or, à quatre pals de gueules (de la Barthe); au 3, de gueules, à un vase d'or (Orbessan); au 4, d'azur, à trois flammes d'argent, mouv. de la pointe (Termes). Sur le tout d'azur à une cloche d'argent, bataillée de sable (Algoursan). |

## Sources
- Isidore de Forton: Nouvelles recherches pour servir à l'Histoire de Beaucaire.
- Président de THOU: Histoires.
- Société des Amis de Saint Ange: Histoire des familles Beaucaire, le premier mariage de Guillaume de ROYS seigneur de Lédignan.
- Vie des capitaines illustres de Brantome (Pierre de Bourdeille).
- Sous la direction de Georges Courtès, Le Gers. Dictionnaire biographique de l'Antiquité à nos jours, Société Archéologique et Historique du Gers, Auch, 1999  (ISBN 2-9505900-1-2).

Cet article comprend des extraits du Dictionnaire Bouillet. Il est possible de supprimer cette indication, si le texte reflète le savoir actuel sur ce thème, si les sources sont citées, s'il satisfait aux exigences linguistiques actuelles et s'il ne contient pas de propos qui vont à l'encontre des règles de neutralité de Wikipédia.